# Eliza Michalik
Eliza Michalik, wcześniej Jaworek, z domu Adamiak (ur. 3 października 1976 w Mirosławcu) – polska dziennikarka telewizyjna, radiowa i prasowa, w latach 2007–2019 dziennikarka stacji telewizyjnej Superstacja, w której prowadziła m.in. program publicystyczny Nie ma żartów; od 2019 felietonistka „Gazety Wyborczej”, portalu NaTemat.pl i Koduj24.pl oraz dziennikarka telewizji internetowej Onetu. Od 2021 przygotowuje także autorskie podcasty tworzone w Sekielski Brothers Studio.

## Życiorys
Karierę dziennikarską rozpoczęła w „Panoramie Pilskiej”, następnie pracowała w „Gazecie Polskiej”, w której prowadziła rubrykę „Kącik homofoba”, krytykując i wyśmiewając osoby homoseksualne. Wraz z Tomaszem Sakiewiczem była współautorką książki Układ z 2003 o powiązaniach SLD z Samoobroną. Publikowała również w tygodniku „Wprost”, „Gościu Niedzielnym” i „Ozonie”. Razem z Pawłem Oksanowiczem prowadziła w Radiu Kolor audycję „Czekając na środę, czyli godzina niepoprawności politycznej”.
W 2003 została oskarżona o naruszenie praw autorskich Hanny Harasimowicz-Grodeckiej, przez wykorzystanie fragmentów jej tekstów, w jednym ze swoich artykułów (Czy eksmisja to dobry interes, „Gazeta Polska” nr 9 (503) z 5 marca 2003 r.) bez powołania się na źródło. Wkrótce potem „Gazeta Polska” opublikowała przeprosiny. Była autorką bloga w serwisie Salon24.pl. Na początku 2007 w komentarzach do jej notatek ponownie zaczęły pojawiać się oskarżenia o plagiaty. Usuwanie tego typu komentarzy spowodowało, że sprawę opisał w swoim blogu Gniewomir Świechowski, a potem powstał blog kolejny, o nazwie Eliza Watch, w którym internauci wpisywali fragmenty tekstów Elizy Michalik, porównując je z domniemanymi źródłami. W związku z powyższym zyskała w środowisku dziennikarskim pseudonim „Xeroliza”. 23 lutego 2007 roku Igor Janke poinformował o zakończeniu współpracy Salonu24 z Elizą Michalik. Eliza Michalik nie przyznaje się do plagiatów i kierowane wobec niej zarzuty nazywa absurdalnymi, twierdząc, że "afera plagiatowa była zemstą środowiska prawicowego za to, że się od niego odwróciła".
Po odejściu z Salonu 24 pracowała w „Życiu Warszawy”. Wiosną 2007 związała się z telewizją Superstacja, gdzie prowadziła programy „Do Elizy” i „Eliża na plaży”, potem wraz z Marcinem Tellerem współtworzyła piątkowy program „Gilotyna”. Prowadziła też codzienny program „Nie ma żartów” (ostatni odcinek wyemitowano 4 czerwca 2019) i „Szpile”. Od 7 czerwca do 30 sierpnia 2013 równolegle do współpracy z Superstacją prowadziła piątkowe „Poranki RDC”, a od 7 września 2013 do 7 marca 2015 prowadziła sobotni poranny program „Bez pudru” w Polskim Radiu RDC. Po zmianie profilu Superstacji, która zrezygnowała z tematów politycznych, Eliza Michalik 5 czerwca 2019 zakończyła współpracę z kanałem. W czerwcu 2018 została felietonistką portalu Koduj24.pl.
Od czerwca 2019 jest stałą felietonistką „Gazety Wyborczej". 7 lipca 2019 uruchomiła swój własny kanał na YouTube, na którym publikuje autorskie felietony wideo. Dziennikarka sporadycznie prowadzi także relacje na żywo na portalu Facebook, gdzie odpowiada na pytania internautów.
Wystąpiła w teledysku hip-hopowym rapera DOMINIKAzZDS pt. My wolni ludzie, który miał swoją premierę na YouTube 10 lipca 2019.
20 sierpnia 2019 została felietonistką portalu NaTemat.pl, a od 6 września tego samego roku prowadzi jeszcze piątkowe wydanie magazynu Onet opinie w telewizji internetowej portalu Onet.pl. W lipcu 2020 dołączyła do redakcji publicystycznej Radia Nowy Świat, gdzie komentowała wydarzenia społeczno-polityczne oraz prowadziła program "W głębi duszy". Do tej audycji często zapraszane były osoby mało znane publicznie, ale posiadające nietuzinkowe pasje i zawody. W dniu 13 października 2024 zakończyła pracę w tym radiu.
W styczniu 2021 dołączyła do zespołu redakcyjnego Sekielski Brothers Studio, którego twórcami są Tomasz i Marek Sekielscy. Na stronie interentowej sekielscy.pl i w kilku serwisach streamingowych ukazują się odcinki jej programu pt. Blisko siebie, które przygotowywane są w formie podcastów.

## Życie prywatne
Wychowywała się w tradycyjnej katolickiej rodzinie, jednak obecnie jest ewangeliczką reformowaną. Była dwukrotnie zamężna, po drugim rozwodzie pozostała przy nazwisku byłego męża.

## Wyróżnienia
W lutym 2011 została nominowana do nagrody Wiktor w kategorii „Najlepszy komentator i publicysta”. W 2014 r. została nominowana do nagrody Okulary równości w kategorii Prawa kobiet i przeciwdziałanie dyskryminacji z powodu płci.

## Publikacje
- Układ, Oficyna Wydawnicza Volumen, Warszawa 2003; współautor – Tomasz Sakiewicz
- Polska na kozetce, Burda Publishing Polska, Warszawa 2016; współautor – Jacek Santorski
- Szpile, Czwarta Strona, Poznań 2017